# (4959) Niinoama
(4959) Niinoama est un astéroïde de la ceinture principale.

## Description
(4959) Niinoama est un astéroïde de la ceinture principale. Il fut découvert le 15 août 1991 à Yakiimo par Akira Natori et Takeshi Urata. Il présente une orbite caractérisée par un demi-grand axe de 3,15 UA, une excentricité de 0,01 et une inclinaison de 9,0° par rapport à l'écliptique.

## Compléments